# アビリーン (テキサス州)
アビリーン（英: Abilene、発音： //ˈæbəliːn// "ABBA-leen"、アバリーンとも表記される）は、アメリカ合衆国テキサス州の都市。テイラー郡の郡庁所在地である。人口は12万5182人（2020年）。市域の一部はジョーンズ郡に跨る。ダイエス空軍基地が市内西部に立地している。アビリーンはフォートワースの西240kmに位置している。
州間高速道路20号線に近く、市の西部は道路出口279番、東部は同292番にあたる。市の北は州間高速道路20号線が取り巻いており、西部にはアメリカ国道83/84号線、東部には環状322号線がある。鉄道が市中心を南北に貫いている。歴史ある中心街は鉄道の北側にある。
市内で最も成長速度が速いのは南西部のサウスウェスト・ドライブ、ウィンターズ・フリーウェイおよびバッファローギャップ道路が作る回廊に沿っている。また南東部の環状322号線、オールダム・レーン、インダストリアル・ドライブおよびメイプル通りにそった地域、および北東部の州道351号線と州間高速道路20号線の交差点近くも同様である。ここ数年でこれら3地域における多くの開発計画が始まった。市内には湖が3つあり、アビリーン地域空港の西端にあるライトル湖、アメリカ国道83/84号線と環状322号線交差点南東角のカービー湖、および市の北部ジョーンズ郡内のフォートファントム湖である。

## 歴史

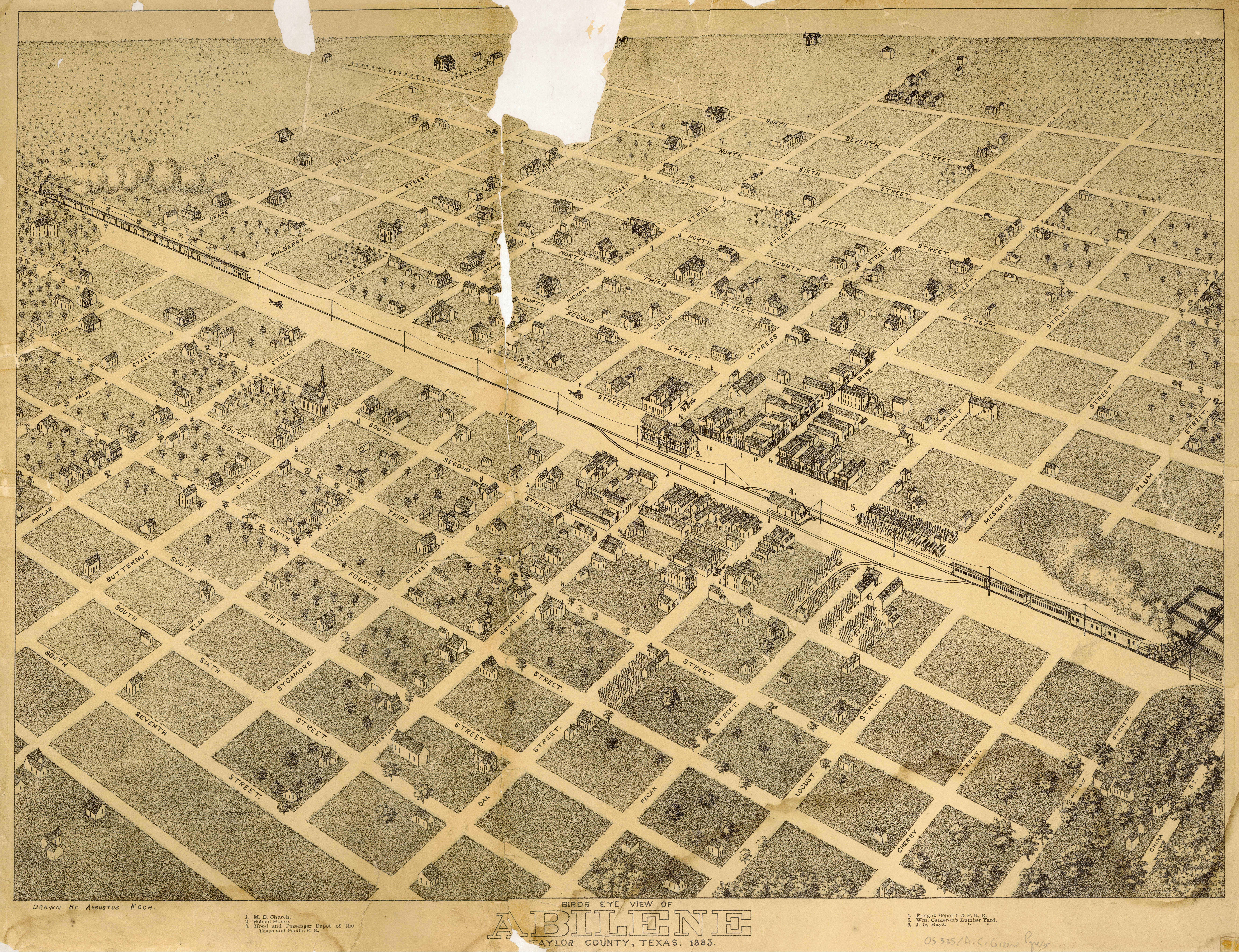
1883年のアビリーン市地図

アビリーン市は1881年にテキサス・アンド・パシフィック鉄道の積み込み地点として牧畜業者によって設立され、チザム・トレイルの当初の終点であるカンザス州アビリーンに因んで名付けられた。テキサス・アンド・パシフィック鉄道は当時の郡庁所在地だったバッファローギャップを迂回していた。最終的にアビリーンの父として知られるバッファローギャップ北の土地所有者クレイブ・マーチャントが新しい町の名前を選んだ。ダラスの新聞に拠れば、区画の販売が始まる前に、既に約800人が町の中でキャンプを始めていた。区画割りはJ・ストッダード・ジョンソン大佐によって行われ、1881年3月15日早朝に区画の競りが始まった。1日目が終わるまでに139区画が合計23,810ドルで販売され、翌日にはさらに178区画が27,550ドルで売られた。
1882年に市制が布かれ、アビリーンの住人は郡庁所在地を持ってくる動きを始め、住民投票の結果は3対1で勝利した。1888年には地域に事業を誘致するための進歩委員会が組織され、これが1890年に商工会議所（ボード・オブ・トレード）となった。1900年の町の人口は3,411人であり、次の国勢調査までに人口が25,000人にまで達することを期待して、商工会議所は25,000クラブと名前を変えた。しかし、1910年の調査で9,204人にしかならず、商工会議所の試みは失敗した。それが青年推進クラブに置き換わり、1914年にはアビリーン商工会議所（チェンバー・オブ・コマース）となった。
アビリーンに計画された3つの大学のうち、最初のシモンズ・カレッジは1891年に礎石が置かれ、これが後にハーディン・シモンズ大学となった。1906年にはチャイルダーズ・クラシカル・インスティチュートが続き、これが現在のアビリーンでは最大のアビリーン・クリスチャン大学となった。1923年、マクマリー・カレッジが設立され、後にマクマリー大学となった。さらに極最近、シスコ・ジュニア・カレッジとテキサス州立工科大学アビリーン支部の誘致に成功した。シスコ・ジュニア・カレッジの本部はアビリーンにある。
1940年、アビリーン市は町の南西にアメリカ陸軍基地のための土地を購入する資金を計上した。この基地はキャンプ・バークリーと名付けられ、当時のアビリーン市人口の2倍にあたる6万人が訪れた。この基地が閉鎖されたとき、多くの者はアビリーンがゴーストタウンになるのではないかと恐れたが、第二次世界大戦後の好景気により、多くの復員者が戻ってきてアビリーンで事業を始めた。1950年代初期、住民は893,261ドルを手当てして、空軍基地のための土地3,400エーカー (13.6 km2) を購入した。今日ダイエス空軍基地は従業員6,076人を抱え市内で最大の雇用主となっている。1960年までにアビリーンの人口は1950年の45,570人から2倍近い90,638人にまで成長した。同じ年に2つめの高校としてクーパー高校が開校した。1966年、アビリーン地域空港近くにアビリーン動物園が開園した。翌年、市の歴史でも最も重要な債券法案に関する住民投票が行われ、アビリーン・シビックセンターとテイラー郡コロシアムの建設、およびアビリーン地域空港大改造のための予算が確保された。1969年、学校における人種統合が進み、黒人生徒のためのウッドソン小学校とウッドソン高校が閉鎖された。

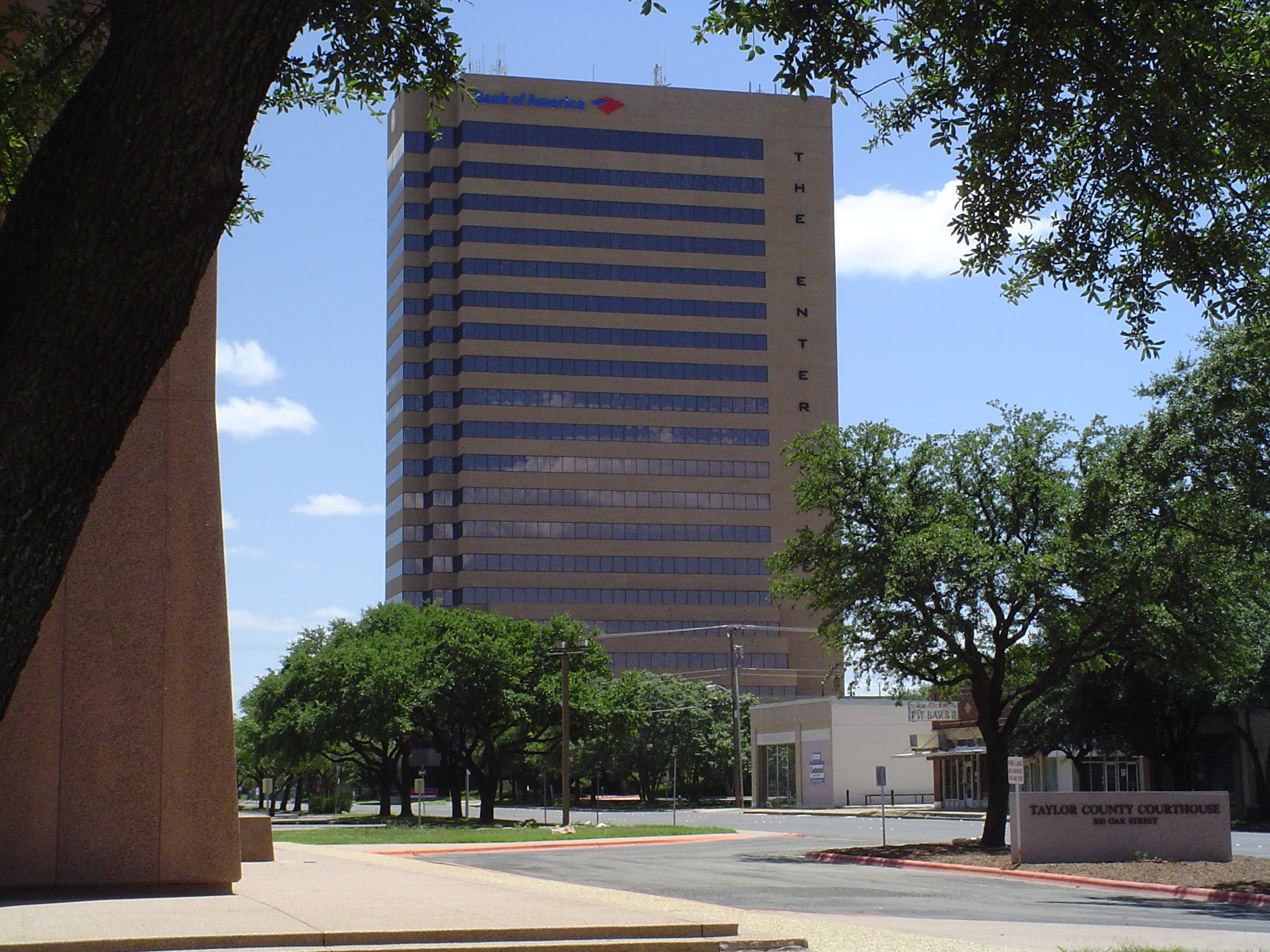
アビリーンで一番ののっぽビル、バンク・オブ・アメリカ・タワー

アビリーンは1982年に中心街の再投資ゾーンを創出したことではテキサス州最初の都市になった。3年後にテキサス州立工科大学がアビリーン支部を開設した。1989年には2,250人収容のフレンチ・ロバートソン刑務所が建設され、石油ショック後のアビリーン経済多様化に貢献する経済開発のための半セント消費税が導入された。シスコ・ジュニア・カレッジの支部は1990年に置かれた。グレース博物館とパラマウント・シアターが1992年に再活性化されたことで、中心街復興の10年間に火を付け、アートウォークも作られた。2004年、地域の1780年から1880年の歴史に光を当てるマルティメディア博物館、フロンティア・テキサス！が建設され、また新しく800万ドルを掛けて面積38エーカー (152,000 m2) のシスコ・ジュニア・カレッジのキャンパスが、環状322号線とインダストリアル・ブールバード沿いに建設された。同時にフリーウェイ沿いの小区画と事業がシスコ・ジュニア・カレッジのキャンパスと同じ側に進出し、環状道路沿いの緩りとだが着実な成長傾向を見せるようになった。アビリーンは19の郡からなる通称「ザ・ビッグ・カントリー」、また「テキサス・ミッドウェスト」と呼ばれる地域の商業、小売り、医療および輸送の中継点となった。2005年が終わるまでに、市周辺の商業と住宅の開発は記録的な水準に達した。

## 地理と気候
アビリーン市は北緯32度26分47秒 西経99度44分44秒 / 北緯32.44639度 西経99.74556度 (32.446425, -99.745482)に位置し、フォートワースから西に240キロメートルに位置する。
アメリカ合衆国国勢調査局に拠れば、市域全面積は110.6平方マイル (286.5 km2)、このうち陸地は105.1平方マイル (272.3 km2)、水面は5.5平方マイル (14.2 km2)で水域率は4.95％である。
ケッペンの気候区分では温暖湿潤気候に区分されるが、この気候区分の中では比較的降水量が少なくステップ気候の特徴も大きい。降水は冬は少ないが、初夏と秋にやや降水が多くなる。冬も温暖であるが寒気の影響を受け降雪がしばしばみられる。夏は高温かつ乾燥・多日照であり、35℃以上まで最高気温が上がる日も多い。
| アビリーン (テキサス州) (平年値 1981−2010)の気候                                       | アビリーン (テキサス州) (平年値 1981−2010)の気候 | アビリーン (テキサス州) (平年値 1981−2010)の気候 | アビリーン (テキサス州) (平年値 1981−2010)の気候 | アビリーン (テキサス州) (平年値 1981−2010)の気候 | アビリーン (テキサス州) (平年値 1981−2010)の気候 | アビリーン (テキサス州) (平年値 1981−2010)の気候 | アビリーン (テキサス州) (平年値 1981−2010)の気候 | アビリーン (テキサス州) (平年値 1981−2010)の気候 | アビリーン (テキサス州) (平年値 1981−2010)の気候 | アビリーン (テキサス州) (平年値 1981−2010)の気候 | アビリーン (テキサス州) (平年値 1981−2010)の気候 | アビリーン (テキサス州) (平年値 1981−2010)の気候 | アビリーン (テキサス州) (平年値 1981−2010)の気候 |
| 月                                                                                     | 1月                                              | 2月                                              | 3月                                              | 4月                                              | 5月                                              | 6月                                              | 7月                                              | 8月                                              | 9月                                              | 10月                                             | 11月                                             | 12月                                             | 年                                               |
| -------------------------------------------------------------------------------------- | ------------------------------------------------ | ------------------------------------------------ | ------------------------------------------------ | ------------------------------------------------ | ------------------------------------------------ | ------------------------------------------------ | ------------------------------------------------ | ------------------------------------------------ | ------------------------------------------------ | ------------------------------------------------ | ------------------------------------------------ | ------------------------------------------------ | ------------------------------------------------ |
| 最高気温記録 °C （°F）                                                                 | 32 (90)                                          | 34 (94)                                          | 37 (98)                                          | 40 (104)                                         | 43 (109)                                         | 43 (110)                                         | 43 (110)                                         | 44 (111)                                         | 42 (107)                                         | 39 (103)                                         | 33 (92)                                          | 32 (89)                                          | 44 (111)                                         |
| 平均最高気温 °C （°F）                                                                 | 13.8 (56.8)                                      | 15.8 (60.5)                                      | 20.3 (68.6)                                      | 25.2 (77.3)                                      | 29.2 (84.6)                                      | 32.5 (90.5)                                      | 34.6 (94.2)                                      | 34.4 (94.0)                                      | 30.4 (86.8)                                      | 25.2 (77.3)                                      | 19.1 (66.3)                                      | 13.8 (56.9)                                      | 25 (77.0)                                        |
| 平均最低気温 °C （°F）                                                                 | 0.6 (33.0)                                       | 2.8 (37.0)                                       | 6.9 (44.4)                                       | 11.1 (51.9)                                      | 16.3 (61.4)                                      | 20.4 (68.8)                                      | 21.8 (71.2)                                      | 21.5 (70.7)                                      | 17.5 (63.5)                                      | 12 (53.6)                                        | 5.7 (42.3)                                       | 0.9 (33.6)                                       | 11.4 (52.6)                                      |
| 最低気温記録 °C （°F）                                                                 | −23 (−9)                                         | −22 (−7)                                         | −13 (9)                                          | −4 (25)                                          | 1 (33)                                           | 7 (44)                                           | 12 (54)                                          | 9 (48)                                           | 3 (38)                                           | −5 (23)                                          | −11 (13)                                         | −22 (−7)                                         | −23 (−9)                                         |
| 降水量 mm （inch）                                                                     | 25.9 (1.02)                                      | 34.5 (1.36)                                      | 44.2 (1.74)                                      | 41.7 (1.64)                                      | 80.8 (3.18)                                      | 90.4 (3.56)                                      | 47.5 (1.87)                                      | 65.8 (2.59)                                      | 56.9 (2.24)                                      | 75.7 (2.98)                                      | 35.8 (1.41)                                      | 31.2 (1.23)                                      | 630.4 (24.82)                                    |
| 降雪量 cm （inch）                                                                     | 4.6 (1.8)                                        | 2.3 (0.9)                                        | 1 (0.4)                                          | 1 (0.4)                                          | 0 (0)                                            | 0 (0)                                            | 0 (0)                                            | 0 (0)                                            | 0 (0)                                            | 0 (0)                                            | 1.3 (0.5)                                        | 3 (1.2)                                          | 13.2 (5.2)                                       |
| 平均降水日数 （≥0.01 in）                                                              | 4.7                                              | 5.4                                              | 6.0                                              | 5.0                                              | 7.7                                              | 7.0                                              | 5.1                                              | 5.9                                              | 5.8                                              | 6.6                                              | 4.6                                              | 5.1                                              | 68.9                                             |
| 平均降雪日数 （≥0.1 in）                                                               | 0.9                                              | 0.7                                              | 0.3                                              | 0                                                | 0                                                | 0                                                | 0                                                | 0                                                | 0                                                | 0                                                | 0.3                                              | 0.6                                              | 2.8                                              |
| 平均月間日照時間                                                                       | 204.6                                            | 203.4                                            | 263.5                                            | 282.0                                            | 306.9                                            | 330.0                                            | 347.2                                            | 316.2                                            | 258.0                                            | 248.0                                            | 198.0                                            | 192.2                                            | 3,150                                            |
| 出典：National Weather Service, San Angelo Hong Kong Observatory (sun only, 1961–1990) |                                                  |                                                  |                                                  |                                                  |                                                  |                                                  |                                                  |                                                  |                                                  |                                                  |                                                  |                                                  |                                                  |

| アビリーンの気候       | アビリーンの気候 | アビリーンの気候 | アビリーンの気候 | アビリーンの気候 | アビリーンの気候 | アビリーンの気候 | アビリーンの気候 | アビリーンの気候 | アビリーンの気候 | アビリーンの気候 | アビリーンの気候 | アビリーンの気候 | アビリーンの気候 |
| 月                     | 1月              | 2月              | 3月              | 4月              | 5月              | 6月              | 7月              | 8月              | 9月              | 10月             | 11月             | 12月             | 年               |
| ---------------------- | ---------------- | ---------------- | ---------------- | ---------------- | ---------------- | ---------------- | ---------------- | ---------------- | ---------------- | ---------------- | ---------------- | ---------------- | ---------------- |
| 平均最高気温 °C （°F） | 13 (55)          | 16 (60)          | 20 (68)          | 26 (78)          | 29 (84)          | 33 (91)          | 35 (95)          | 34 (94)          | 31 (87)          | 26 (78)          | 18 (65)          | 14 (58)          | 24 (76)          |
| 平均最低気温 °C （°F） | 0 (32)           | 2 (36)           | 6 (43)           | 12 (53)          | 16 (61)          | 21 (69)          | 22 (72)          | 22 (72)          | 18 (65)          | 12 (54)          | 6 (42)           | 1 (34)           | 12 (53)          |
| 降水量 cm （inch）     | 30 (1)           | 28 (1.1)         | 28 (1.1)         | 53 (2.1)         | 89 (3.5)         | 71 (2.8)         | 56 (2.2)         | 61 (2.4)         | 71 (2.8)         | 64 (2.5)         | 33 (1.3)         | 28 (1.1)         | 607 (23.9)       |
| 出典：weatherbase.com  |                  |                  |                  |                  |                  |                  |                  |                  |                  |                  |                  |                  |                  |

## 人口動態
以下は2000年国勢調査による人口統計データである。
| 基礎データ - 人口: 115,930人 - 世帯数: 41,570世帯 - 家族数: 28,101家族 - 人口密度: 425.8人/km2（1,102.7人/mi2） - 住居数: 45,618軒 - 住居密度: 167.5軒/km2（433.9軒/mi2） 人種別人口構成 - 白人: 78.07% - アフリカン・アメリカン: 8.81% - ネイティブ・アメリカン: 0.55% - アジア人:1.33% - 太平洋諸島系: 0.07% - その他の人種: 8.73% - 混血: 2.44% - ヒスパニック・ラテン系: 19.45% 年齢別人口構成 - 18歳未満: 25.6% - 18-24歳: 15.3% - 25-44歳: 28.9% - 45-64歳: 18.2% - 65歳以上: 12.0% - 年齢の中央値: 31歳 - 性比（女性100人あたり男性の人口） - 総人口: 102.0 - 18歳以上: 101.1 | 世帯と家族（対世帯数） - 18歳未満の子供がいる: 34.2% - 結婚・同居している夫婦: 52.0% - 未婚・離婚・死別女性が世帯主: 11.9% - 非家族世帯: 32.4% - 単身世帯: 26.6% - 65歳以上の老人1人暮らし: 9.8% - 平均構成人数 - 世帯: 2.53人 - 家族: 3.07人 収入と家計 - 収入の中央値 - 世帯: 33,007 米ドル - 家族: 40,028米ドル - 性別 - 男性: 28,078米ドル - 女性: 20,918米ドル - 人口1人あたり収入: 16,577米ドル - 貧困線以下 - 対人口: 15.4% - 対家族数: 10.9% - 18歳未満: 18.6% - 65歳以上: 9.2% |

## 教育

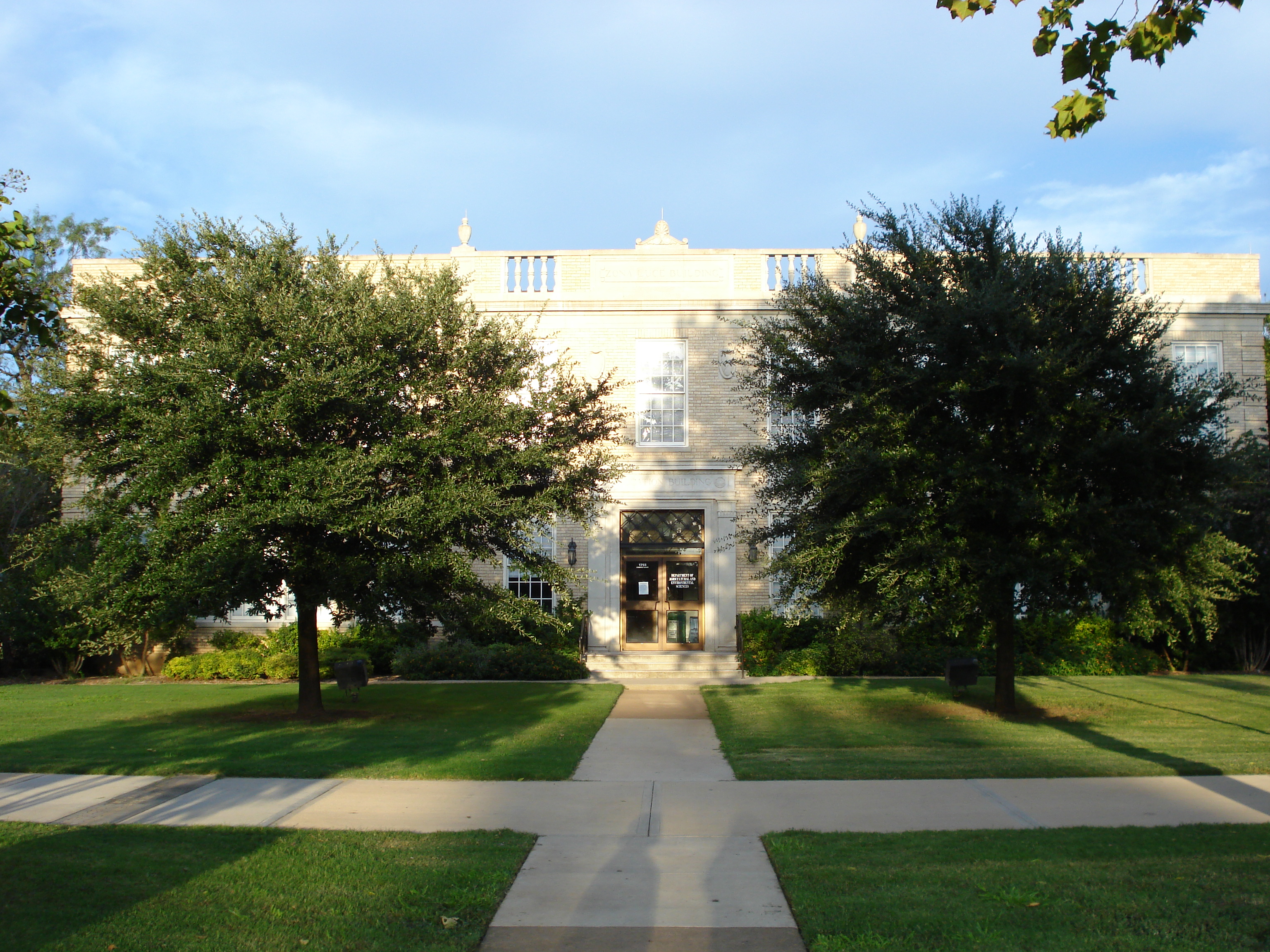
アビリーン・クリスチャン大学

アビリーン市内には、アビリーン独立教育学区とワイリー独立教育学区の2つの学区がある。高校はアビリーン独立教育学区のアビリーン高校とクーパー高校およびワイリー独立教育学区のワイリー高校の3校である。ハーディン・シモンズ大学キャンパスの新しい建物が、ホランド医療高校と呼ばれるマグネットスクールとしてアビリーン独立教育学区の生徒達に機能しており、またホランド科学数学学校としてハーディン・シモンズ大学学生に機能している。ホランド医療高校は、アンブラー・アベニューを挟んで大学キャンパスの向かい側にあるヘンドリック医療センターの傘下にある。
アビリーン独立教育学区はその学区のためのマグネットスクールを創設する方向に足を踏み出してきた。この学区は現在マクマリー大学のキャンパスでその教授と学区の教師が教える数学と科学に特化した授業を始めることを検討している。将来は数学、科学、工学および芸術の4分野に特化したマグネットスクールの仕組みを始める計画がある。この4分野は学区内の中学4校のそれぞれにも割り当てられることになる。通常のカリキュラムも教えられることになるが、科学の学校には特別の研究室、芸術の学校には特別の機器を備えた実験室というように特化した分野に基づいて特別の力点が置かれ、装置が配されることになる。またアビリーン独立教育学区は2008年の債券命題2で債券に関する住民投票を行い、新しい教授と工業マグネットスクールを市内でも最古の学校であるリンカーン中学校に大きな改装を加えた後で置く提案をした。
市内には高等教育機関も幾つかあり、アビリーン・クリスチャン大学、ハーディン・シモンズ大学およびマクマリー大学の3校は宗教系の私立大学であり、他にシスコ・ジュニア・カレッジのアビリーン・キャンパスとテキサス州立工科大学の新しい西部キャンパス、およびアメリカン・商業カレッジがある。これらに加えて、テキサス工科大学健康科学センター薬学校が最近アビリーン北部に建設された。

### アビリーンの教育の国内での評価
アビリーンはその公的教育システムでは、国内で17番目の都市として評価されており、テキサス州内では最高位である。この評価は次の評価項目をもとに「ビジネス・アウトルック・マガジン」2006年9月/10月号に掲載された。
- 生徒一人あたりの費用
- 生徒数と教師数の比率
- 後項卒業率
- 高等教育を受けた人口比率（2年制、4年制大学あるいはそれ以上を受けた者の人口比率）
- 評価の高い大学までの距離の近さ

## 文化
アビリーンの文化面は、地元のカレッジや大学のキャンパス、周辺の農業社会および数多い福音主義教会の周辺で展開している。アビリーン芸術同盟は市の本質を「フロンティアリング」と捉えており、これは2008年11月に市のブランドネームとして導入され、そのパイオニア精神と、教育、技術、輸送、エネルギー、芸術および医療の垣根を拡げる現代の動きを結びつけている。アビリーンには改修されたパラマウント劇場、アビリーン交響楽団、グレース博物館、当代芸術センター、子供の絵本国立センター、アビリーン動物園、フロンティア・テキサス、第87機甲師団博物館、テイラー郡コロシアム、5つの図書館（私立3、公立2）、26の公的公園、6局のテレビ局、およびナショナル公共ラジオを含め幾つかのラジオ局がある。
市内の主要新聞は「アビリーン・リポーターニューズ」である。ジョージ・ハミルトン4世が単純に『アビリーン』と題する市に関するカントリー・アンド・ポップの歌を1963年にヒットさせた。アビリーン市はリチャード・ケリー監督の2007年の映画『サウスランドテイルズ』と1999年の未制作に終わった『ホールズ』でも重要な役割を演じた。そのどちらもケリーの家族の大半が住んでいるアビリーン市を核攻撃が襲った後の数年を描いている。
西テキサス歴史協会が1924年にアビリーンの郡庁舎で認可された。この協会はハーディン・シモンズ大学と長い付き合いがあり、現在はラボックのテキサス工科大学に本拠を置いている。

## レクリエーションと娯楽

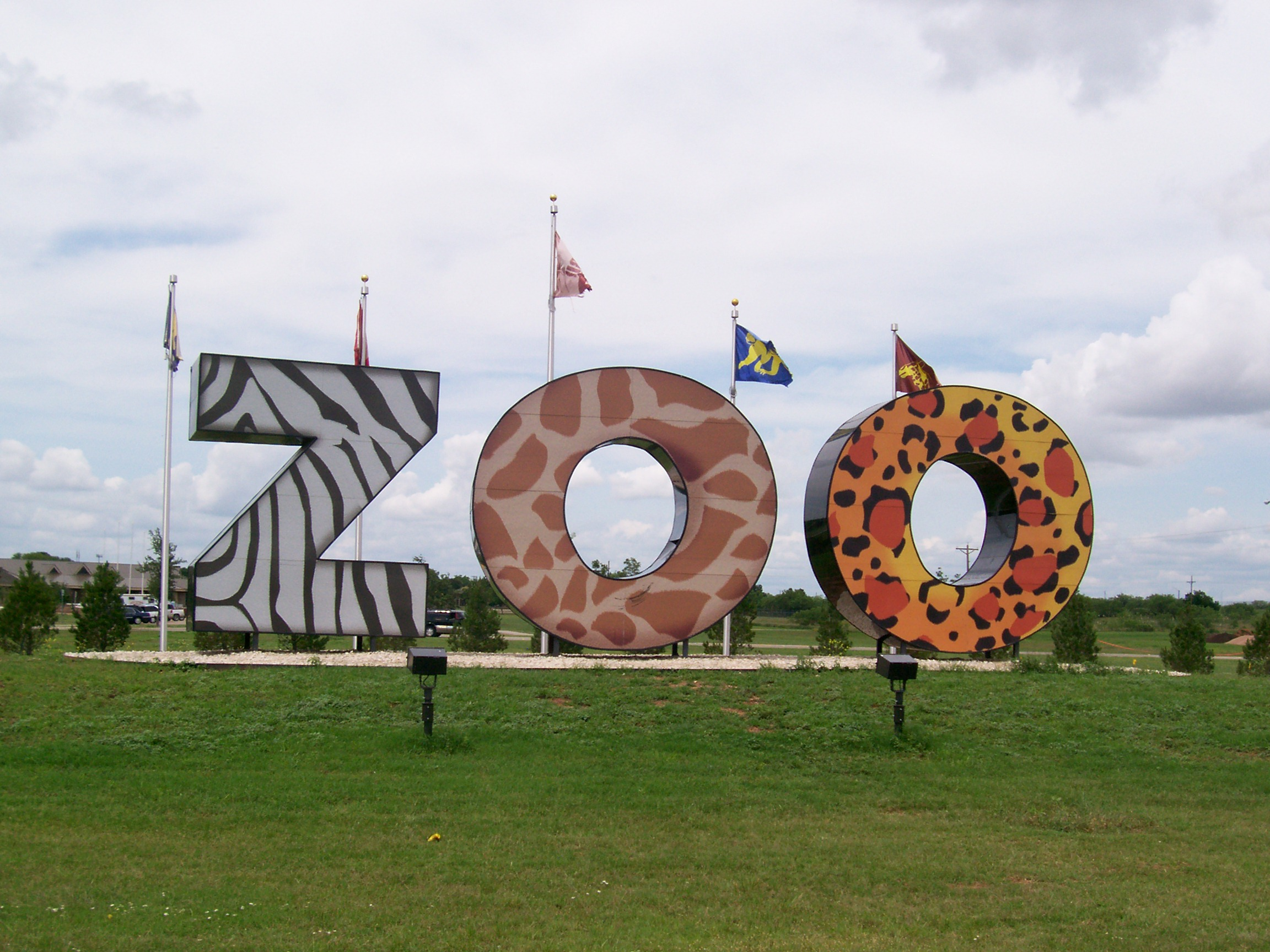
新しいアビリーン動物園の入口看板

### 公園
アビリーンの公園システムには29の公園が含まれており、総面積は247.56エーカー (5.05 km2) である。さらに市内にある3つの運動公園は公園局の管轄下にある。
アビリーン動物園は百種以上の動物数百頭を誇るアビリーンでも人気のある呼び物である。教育プログラムと夏季プログラム、さらには年間を通じて特別の行事もある。現在クロサイの展示を追加するために拡張中である。その後には南アメリカのタテガミオオカミとクーガーが予定され、キリンと湿地生態系の展示も拡張される。エルム・クリークの後背地はアルマジロ、スカンクおよびカワウソなど地元で見付けた動物を収容するために造られた。

## 行事
西テキサス・フェア・アンド・ライドは毎年9月中旬に10日間開かれ、アビリーンの初期時代を反映する展示や娯楽に加えて西テキサスの現代の呼び物を登場させている。
5月初旬のウェスタン・ヘリテージ・クラシックではロデオ、バーベキュー、牧羊犬競技会、装蹄師大会、カウボーイの詩人大会、西部芸術ショーなど多くの催しがある。
4月の第1週週末はアビリーン設立記念日であり（以前はアビリーン祝祭日と呼ばれた）、芸術、歴史、鉄道および家族の娯楽を持ち込む歴史ある中心街での屋外祭である。
毎月第2木曜日の夜、中心街でアートウォークが行われる。この時は地元の博物館全てが無料となる。パラマウント劇場では「芸術映画」、地元の音楽家や芸能家の実演があり、工芸家や芸術家がブースを造ってその作品を販売する。
他にもアビリーン宝石と鉱物のショー、西テキサス本と音楽の祭、アビリーン銃とナイフのショー、アビリーン公共図書館友愛会書籍販売、およびエリンシャー・フォークの祭など一年間を通して特に面白い会議、祭およびショーが幾つかちりばめられている。エリンシャー・フォークの祭は2003年に始まった例年の行事であり、エリンシャー庭園で開催されている。この祭の目的はアビリーン地域の音楽家やここで生まれた音楽に光を当てることである。他に例年の行事では毎年9月に開催されるクラシックカーと現在の車がパレードする「クルーズナイト」がある。
さらに注目すべきは毎年ハロウィーン頃に行われるアビリーン高校とクーパー高校のフットボール試合、クロスタウン・ショーダウンである。この試合で2001年と2002年の2試合は地区の決勝戦となり、「ショーダウン・アット・ショットウェル」と呼ばれて、ショットウェル・スタジアムで開催された。

## メディア

### 新聞
市内と周辺のビッグ・カントリー地域の主要新聞は「アビリーン・リポーターニューズ」である。

### テレビ
- KRBC-TV、NBC系列
- KTXS-TV、ABC系列
- KTAB-TV、CBS系列
- KXVA、フォックス放送系列

### ラジオ
アビリーンではFMラジオ15局が聴取でき、他にAMラジオ局もある。

## 主要高規格道路
| - 州間高速道路20号線 - 産業環状道路20号線 - アメリカ国道80号線 - アメリカ国道83号線 - アメリカ国道84号線 - アメリカ国道277号線 - テキサス州道36号線 | - テキサス州道環状322号線 - テキサス州道351号線 - 農村市場直結道路89号線（バッファローギャップ道路） - 農村市場直結道路600号線 - 農村市場直結道路707号線（南ベルトウェイ） - 都市道路18号線 - 都市道路3438号線 |

## 著名なアビリーン出身者
- ローリー・ブラウン、テキサス州議会下院議員、州裁判所判事
- ボブ・ブルース、「アビリーン・リポーターニューズ」のジャーナリスト
- ドイル・ブランソン、ポーカーで2度世界チャンピオン、ハーディン・シモンズ大学に入学しバスケットボール選手となったが、膝を痛めた
- ビクター・G・カリーリョ、テキサス州鉄道委員会の議長、元テイラー郡裁判所判事、元アビリーン市政委員会委員
- ランドール・"テックス"・コブ、プライズファイター、俳優
- チャールズ・クーディ、マスターズで優勝したプロゴルファー、スタンフォードとアビリーンの出身、アビリーン・クリスチャン大学卒[7]
- ロイ・クレーン、全国紙に掲載された漫画家、作品はWash Tubbs、Captain Easy、Buz Sawyerなど
- ラリー・ガトリン、ガトリン・ブラザース、カントリーミュージック
- ビリー・ジルスピー、ケンタッキー大学男子バスケットのワイルドキャッツの元コーチ
- デイビッド・W・ハーパー（1961年-）、CBSテレビのThe Waltonsでジェイムズ・ロバート・ウォルトン役を演じた
- ジョン・ラッキー、メジャーリーグベースボールの選手、ロサンゼルス・エンゼルス・オブ・アナハイムなどで先発投手を務める
- ゲーリー・D・マケーレブ、アビリーン市長（1990年-1999年）、アビリーン・クリスチャン大学副学長
- ビリー・オルソン、オリンピック棒高跳び選手（ソウルオリンピック、ボイコットしたモスクワオリンピックでも代表）、初めて19フィート　(5m79cm) を超えたのを初め、数回室内世界記録を塗り替えた、 アビリーン高校とアビリーン・クリスチャン大学卒[7][8][9][10][11]
- タイ・オニール、ロデオ・カウボーイ、映画俳優
- テリー・オーア、NFLアメリカンフットボール選手、ワシントン・レッドスキンズ、クーパー高校卒[7]
- ボビー・モロー、1956年にオーストラリアであったメルボルンオリンピックの陸上短距離で金メダル3個、雑誌スポーツ・イラストレイテッドでスポーツマン・オブ・イヤーに選ばれた
- フェス・パーカー、ハーディン・シモンズ大学でフットボール選手、テキサス大学オースティン校に転籍、テレビの『ダニエル・ブーン』（放映1964年-1970年）に出演
- リー・ロイ・パーネル、カントリー・ミュージシャン
- ジャック・ポープ、アビリーン生まれ、1964年にテキサス州最高裁判所判事に選出、1982年から1985年は長官を務めた
- ルパート・N・リチャードソン、歴史家、ハーディン・シモンズ大学の元学長
- ルー・ハルゼル・ローデンベルガー、著作家、ジェーン・ギルモア・ラッシングの伝記作者、マクマリー大学教授
- ジェシカ・シンプソン、歌手、俳優、アビリーン生まれ
- アン・ウェッジワース、女優[12]
- ボブ・エステス、プロゴルファー

## 姉妹都市
- ギリシャ、コリントス